# Luigi Hugues
Luigi Hugues (Casale Monferrato, 27 ottobre 1836 – Casale Monferrato, 5 marzo 1913) è stato un geografo e compositore italiano.

## Biografia
Originario di Casale Monferrato, figlio di Mathieu, di nobile famiglia francese il cui padre era riparato in Piemonte fuggendo alla Rivoluzione, e della milanese Marianna Lucca, dapprima tentò la carriera di ingegnere, insegnando in alcuni istituti tecnici. Nel 1897 ottenne la cattedra di Geografia presso l'Università di Torino. A Torino gli è stato intitolato il Viale Luigi Hugues.
Eletto nel 1882 membro corrispondente della Società geografica italiana, fu autore di importanti pubblicazioni nell'ambito della storia della geografia.
In ambito musicale si esibì da giovane in duo con il fratello Felice Hugues, anch'egli flautista. Presto abbandonata la carriera concertistica a favore dell'impegno accademico, si dedicò copiosamente alla composizione. Sono oggi particolarmente note le sue opere per flauto, dalla tipica cantabilità italiana e spesso improntate al virtuosismo brillante. Per il flauto fu autore di importanti opere didattiche tuttora largamente in uso nei conservatori italiani (in particolare La Scuola del flauto op. 51). Nella sua produzione per flauto compaiono inoltre sonate, scherzi, capricci, concerti e molte fantasie su temi d'opera.
Fu autore prolifico anche di musica sacra. Le sue composizioni furono pubblicate a Milano dall'editore Lucca e oggi sono ristampate da Ricordi.